# Объединённая Ирландия
Объединённая Ирландия (англ. United Ireland, ирл. Éire Aontaithe) — термин, определяющий возможное суверенное государство, охватывающее все тридцать два графства острова Ирландия. Сейчас он включает в себя территории Республики Ирландия, которая охватывает 26 графств, а также часть Великобритании, которой является Северная Ирландия, занимающая остальные шесть. Идея объединённой Ирландии, полностью независимой от Великобритании, поддерживается преобладающим большинством ирландских националистов.

## История
В 1801 году весь остров стал частью Королевства Великобритании и Ирландии и управлялся как единое целое. С 1870-х годов выросла поддержка той или иной формы избранного парламента в Дублине. В 1870 году Исаак Батт, ирландский протестант, создал Ассоциацию самоуправления, которая позднее стала Лигой самоуправления, для приобретения Ирландией большей автономии. Чарльз Стюарт Парнелл, также протестант, в 1880 году стал лидером Лиги, а в 1882 году организация была переименована в Ирландскую национальную лигу. Несмотря на вероисповедание своих первых лидеров, её поддерживали и ирландские католики. В 1886 году Парнелл сформировал парламентский альянс с премьер-министром Либеральной партии Уильямом Юартом Гладстоном, тем самым обеспечив принятие первого проекта закона о самоуправлении острова. Против этого выступила Консервативная партия, что привело к расколу внутри Либеральной партии. Оппозиция в Ирландии была сосредоточена в сильно протестантских графствах в Ольстере. В 1893 году второй законопроект о самоуправлении был принят в палате общин, но потерпел поражение в палате лордов, где доминировали консерваторы. Третий законопроект о самоуправлении был введён в 1912 году.
В 1916 году группа революционеров во главе «Ирландского республиканского братства» подняла вооружённое восстание в Дублине, известное как Пасхальное восстание, во время которого была принята Прокламация Ирландской Республики. Восстание не было успешным, и шестнадцать его лидеров были казнены.
В 1919 году на территории острова поднялось новое восстание, впоследствии переросшее в полноценную войну за отделение Ирландии от Великобритании. В 1921 году, согласно мирному договору, закончившем войну за независимость, произошло разделение острова Ирландия на две территории: Северную (как часть Великобритании) и Южную Ирландию (позднее — Ирландское Свободное государство, ныне Республика Ирландия).
Разделение произошло, когда парламент Великобритании принял 9 мая Правительственный акт Ирландии 1920 года и создал Северную и Южную Ирландию в статусе доминионов Великобритании. В 1922 году Северная Ирландия подчёркнуто использовала возможность выйти из состава Ирландского Свободного государства и остаться в Соединённом Королевстве (орган, де-факто исполнявший роль североирландского парламента, направил прошение королю Георгу V).
С момента разделения острова ирландскими националистами проводится работа по воссоединению территории с тем, чтобы остров целиком образовал отдельное государство. В результате северная территория острова оказалась охвачена многолетним вооружённым конфликтом. Формально в 1998 году правительство Ирландии и правительство Великобритании пришли к соглашению, что статус Северной Ирландии не будет изменён без согласия её жителей.

## Народная поддержка
Опросы общественного мнения населения в Северной Ирландии показывают, что большинство выступают против Объединённой Ирландии и в поддержку Северной Ирландии как части Великобритании. Например, в опросе RTÉ и BBC, проведённом в ноябре 2015 года, 30% населения высказались за объединение Ирландии в течение своей жизни, 43% — против и 27% не определились. Однако, когда их спросили о статусе Северной Ирландии в краткосрочной и среднесрочной перспективе, объединение поддержали лишь 13% населения. Ежегодный опрос «Северная Ирландия Life and Times», проведённый в 2013 году Университетом королевы в Белфасте и университетом Ольстера, показал, что идею Объединённой Ирландии поддерживает 15% населения, в то время как за вхождение в состав Британии выступили 66% населения. Когда такое же исследование было проведено в 2015 году, поддержка ирредентизма составила 22%.
Опрос Red C / Sunday Times, проведенный в 2010 году в Южной Ирландии, показал, что 57% выступают за объединённую Ирландию, а 22% — против. 21% не определились.

## Поддержка политических сил
В Ассамблее Северной Ирландии такие партии как DUP (28 мест), UUP (10 мест), TUV (1 место) и независимый кандидат Клэр Сагден (англ. Claire Sugden) обозначены как юнионисты, которые за вхождение региона в состав Британии; Шинн Фейн (которая получила 27 мест на выборах в Ассамблею 2017 года) и СДЛП (12 мест) причисляются к националистам; остальные  — Партия «Альянс» (8 мест), Партия зелёных (2 места) и PBP (1 место).
Существует ряд малых националистических партий, в том числе Ирландская республиканская социалистическая партия, которая предполагает создать единое социалистическое ирландское государство. Партия тесно связана с Ирландской армией национального освобождения.
Партия «Oireachtas» традиционно за объединение Ирландии, но внутри партии возникали споры относительно того, как это будет достигнуто. Первоначальный партийный устав «Oireachtas» 1926 года содержал в себе принцип «Обеспечить единство и независимость Ирландии как республики». В 1937 году партия предложила внести поправку в Конституцию Ирландии, согласно которой республика имела суверенитет над всем островом.
Созданная в 1933 году «Фине Гэл» первоначально называлась «United Ireland» (Единая Ирландия). После начала дискуссий о «Брексите» партия начала искать способы, чтобы в случае выхода Британии из ЕС воссоединить Северную Ирландию с Южной.
В опросе, проведённом TheJournal.ie в декабре 2016 года, о поддержке объединения Ирландии только представители Альянса по борьбе с жёсткой экономикой (ныне «Солидарность») заявили, что в настоящий момент они против объединённой Ирландии.
Исторически сложилось так, что идея объединённой Ирландии поддерживается в левом крыле Британской лейбористской партии. Лидер лейбористов Джереми Корбин поддерживает объединённую Ирландию, хотя он и сказал, что ирландцы «должны решить», оставаться им частью Великобритании, или нет.